# BootCD
BootCD е четящо CD, различно от обикновеното CD, при поставянето му в компютъра и при зададени параметри на биоса за да чете първо от външен диск, този диск дава информация на системата за работа. Диска стартира избрана програма, която я има или няма в софтуера.
Използва се за инсталиране на операционна система като Windows XP.